# Closterium brunelii
Closterium brunelii  là một loài Song tinh tảo trong họ Desmidiaceae, thuộc chi Closterium.